# نیکلاس پیرینی
نیکلاس پیرینی (انگلیسی: Nicholas Pierini؛ زادهٔ ۶ اوت ۱۹۹۸) بازیکن فوتبال اهل ایتالیا است.
از باشگاه‌هایی که در آن بازی کرده‌است می‌توان به باشگاه فوتبال اسپتزیا اشاره کرد.
وی همچنین در تیم‌های ملی فوتبال زیر ۱۸ سال ایتالیا و زیر ۱۹ سال ایتالیا بازی کرده‌است.